# Opioidreceptorer

En animerad bild av PDB 4DJH-strukturen som visar den humana k-opioidreceptorn i komplex med JDTic-liganden.

Opioidreceptorer är receptorer som förekommer i centrala och perifera nervsystemet, med en särskild ansamling i talamus. Dessa receptorer är G-proteinkopplade receptorer som har opioider som ligander. Det finns flera olika typer av opioidreceptorer.

## Upptäckt
I mitten av 1960-talet hade det blivit uppenbart från farmakologiska studier att opioider sannolikt utövade sin verkan på specifika receptorer, och att det sannolikt fanns flera sådana platser. Tidiga studier hade visat att opiater verkade ansamlas i hjärnan. Receptorerna identifierades först som specifika molekyler med hjälp av bindningsstudier, där opiater som hade märkts med radioisotoper visade sig binda till hjärnmembranhomogenater. Den första studien av detta slag publicerades 1971 med användning av 3 H-levorfanol. År 1973 publicerade Candace Pert och Solomon H. Snyder den första detaljerade bindningsstudien av vad som skulle visa sig vara den μ opioidreceptorn, med hjälp av 3 H-naloxon. Den studien har allmänt krediterats som det första definitiva fyndet av en opioidreceptor, även om två andra studier följde kort därefter.